# Gertrudis Gómez de Avellaneda

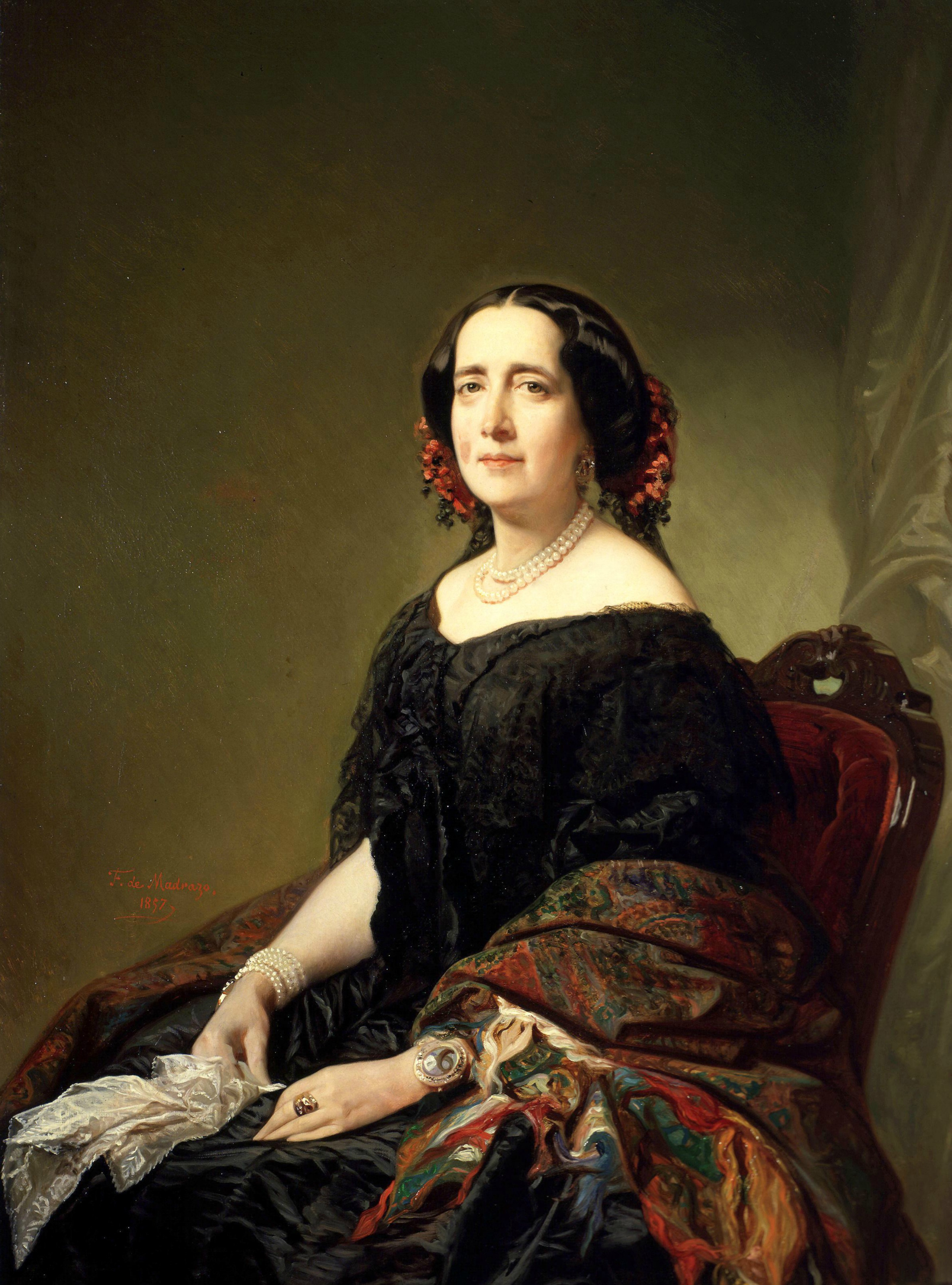
Die spanisch-kubanische Autorin Gertrudis Gómez de Avellaneda, Ölbild von 1857 von Federico de Madrazo y Kuntz (1815–1894)

Gertrudis Gómez de Avellaneda y Arteaga (* 23. März 1814 in Santa María de Puerto Príncipe, heute Camagüey, Kuba; † 1. Februar 1873 in Madrid) war eine kubanische bzw. spanische Dichterin, Dramatikerin und Schriftstellerin.

## Leben
Gómez de Avellaneda, Tochter des Flottenkommandanten von Kuba, lebte abwechselnd hier und in Spanien und ließ sich 1840 dauernd in Madrid nieder. Sie veröffentlichte von hier aus unter dem Namen „La Peregrina“ zahlreiche Poesien in andalusischen Blättern, die als Poesías líricas (1841) gesammelt erschienen. Sie schrieb auch eine Reihe von Romanen und Novellen wie
- Sab (1841, mit Kritik an der Rechtlosigkeit der schwarzen Sklaven); in deutscher Sprache herausgegeben, mit Fußnoten und einem Vorwort versehen von Sylvia Kolbe, Leipzig : Engelsdorfer Verlag, 2023, ISBN 978-3-96940-484-3
- Dos mugeres (1842)
- Espatolino (1844)
- La baronesa de Joux (1844)
- Dolores (1843)

Ihr Bühnendebüt erfolgte in Madrid mit dem Drama Leoncia (1840), dem sie zunächst die Tragödien: Alfonso Munio (1844) und El príncipe de Viana (1844) folgen ließ.
1846 mit dem Deputierten Pedro Sabater verheiratet, wurde sie schon nach wenigen Monaten Witwe, worauf sie sich lange Zeit vom öffentlichen Leben fernhielt. Nachdem sie 1855 den Obersten und Deputierten Domingo Verdugo y Massieu heiratete, verlor sie diesen 1860 durch den Tod und zog sich nun nach Madrid zurück, wo sie am 1. Februar 1873 starb.
Unter ihren späteren Dichtungen, die vorwiegend einen schmerzlichen und etwas düsteren Charakter haben, ohne an Formschönheit und Gedankenreichtum den früheren nachzustehen, sind zunächst die biblischen Dramen
- Saúl und Baltasar (1849),
- das Lied A la cruz (1850) und
- El último acento di mi arpa (1850)

sowie die zweite, vermehrte Ausgabe ihrer Poesías líricas (1850, zwei Bände) zu nennen.
Später wandte sie sich fast ausschließlich mit großem Erfolg dem Theater zu. Die meisten ihrer 16 Dramen wie
- Flavio Recaredo (1851)
- La verdad vence apariencias (1852)
- El donativo del diablo (1852)
- La aventurera (1853)
- La hija de las flores o Todos están locos (1852)
- Errores del corazón (1852)

u. a. haben sich lange auf der spanischen Bühne erhalten.
Ihre letzte Veröffentlichung war das im Kloster geschriebene Devocionario (1867).